# Ернст Лехнер
Ернст Лехнер (Аугзбург, 7. новембар 1912. — Ашафенбург, 10. јануар 1986) био је немачки фудбалер.

## Репрезентација
Играо је за фудбалску репрезентацију Немачке на Светском првенству 1934. и Светском првенству 1938. Укупно је за репрезентацију одиграо 65 утакмица и постигао 31 гол. Његова позиција је била десно крило. Био је и део немачке репрезентације на Летњим олимпијским играма 1936.

## Каријера
Ернст Лехнер је био један од најмирнијих и највештијих крилних нападача средином 1930-их. Његова специјалност су били ударци из угла; стекао је репутацију да често покушава (и успева) да постигне погодак директно из корнера. У квалификационој утакмици за Светско првенство 1937. против Естоније, са Немачком у заостатку од једног гола на полувремену, Немачка је у другом полувремену извела 18 корнера, од којих је два Лехнер директно реализовао, а два друга његова корнера је реализовао Јозеф Гаукел. (Немачка је победила са 4-1). Лехнер се сматрао једним од најбољих крилних нападача на Светском првенству 1934. Многи су га хвалили као „најбољег непрофесионалног играча у Европи“ (професионализам није био дозвољен у Немачкој 1930-их). Био је један од играча изабраних да представљају Западну Европу против Централне Европе 1937.

## Похвале
У својој књизи "Fussball" 1978., Хелмут Шен, селектор репрезентације Западне Немачке (1964—1978), окарактерисао је Лехнера на следећи начин:
„Његов начин игре као крило био је начин на који сам одувек желео да играју крилни нападачи: увек спреман да узме лопту, да растегне игру од једног краја терена на други, одличан дриблинг и двоножни шутер."